# Сироче
Сироче је особа, углавном дете, којој су један или оба родитеља умрли, непознати или су је напустили.
У уобичајеној употреби, само дете које је због смрти изгубило оба родитеља назива се сироче. Када се говори о животињама, обично је релевантно само стање мајке (тј. ако је женски родитељ угинуо, потомство је сирочад, без обзира на стање оца).

## Дефиниције
Различите групе користе различите дефиниције да идентификују сирочад. Једна правна дефиниција која се користи у Сједињеним Државама је малолетник лишен старатеља услед „смрти или нестанка, напуштања од стране оба родитеља, сепарације или губитка од оба родитеља“.
У свакодневној употреби, сироче нема преживелог родитеља који би бринуо о њему. Међутим, Дечји фонд Уједињених нација (UNICEF), Заједнички програм Уједињених нација за ХИВ и СИДУ (UNAIDS) и друге групе означавају свако дете које је изгубило једног родитеља као сироче. У овом приступу, сироче по мајци је дете чија је мајка умрла, сироче по оцу је дете чији је отац умро, а двоструко сироче је дете/тинејџер/беба које је изгубило оба родитеља. Ово је у супротности са старијом употребом полу-сироче за описивање деце која су изгубила само једног родитеља.

## Статистика
Број сирочади у свету је далеко већи у неразвијеним државама и државама у ратном стању него у развијеним земљама.
| Континент                 | Број сирочади (у хиљадама) | Проценат од укупног броја деце |
| ------------------------- | -------------------------- | ------------------------------ |
| Африка                    | 34.294                     | 11,9%                          |
| Азија                     | 65.504                     | 6,5%                           |
| Латинска Америка и Кариби | 8.166                      | 7,4%                           |
| Укупно                    | 107.964                    | 7,6%                           |

| Земља          | Сирочад као % све деце | сирочад са АИДС-ом као % сирочади | Укупно сирочади | Укупно сирочади (са АИДС-ом) | По мајци (укупно) | По мајци (са АИДС-ом) | По оцу (укупно) | По оцу (са АИДС-ом) | Двострука сирочад (укупно) | Двострука сирочад (са АИДС-ом) |
| -------------- | ---------------------- | --------------------------------- | --------------- | ---------------------------- | ----------------- | --------------------- | --------------- | ------------------- | -------------------------- | ------------------------------ |
| Боцвана (1990) | 5,9                    | 3,0                               | 34.000          | 1.000                        | 14.000            | < 100                 | 23.000          | 1.000               | 2.000                      | < 100                          |
| Боцвана (1995) | 8,3                    | 33,7                              | 55.000          | 18.000                       | 19.000            | 7.000                 | 37.000          | 13.000              | 5.000                      | 3.000                          |
| Боцвана (2001) | 15,1                   | 70,5                              | 98.000          | 69.000                       | 69.000            | 58.000                | 91.000          | 69.000              | 62.000                     | 61.000                         |
| Лесото (1990)  | 10,6                   | 2,9                               | 73.000          | < 100                        | 31.000            | < 100                 | 49.000          | < 100               | 8.000                      | < 100                          |
| Лесото (1995)  | 10,3                   | 5,5                               | 77.000          | 4.000                        | 31.000            | 1.000                 | 52.000          | 4.000               | 7.000                      | 1.000                          |
| Лесото (2001)  | 17,0                   | 53,5                              | 137.000         | 73.000                       | 66.000            | 38.000                | 108.000         | 63.000              | 37.000                     | 32.000                         |
| Малави (1990)  | 11,8                   | 5,7                               | 524.000         | 30.000                       | 233.000           | 11.000                | 346.000         | 23.000              | 55.000                     | 6.000                          |
| Малави (1995)  | 14,2                   | 24,6                              | 664.000         | 163.000                      | 305.000           | 78.000                | 442.000         | 115.000             | 83.000                     | 41.000                         |
| Малави (2001)  | 17,5                   | 49,9                              | 937.000         | 468.000                      | 506.000           | 282.000               | 624.000         | 315.000             | 194.000                    | 159.000                        |
| Уганда (1990)  | 12,2                   | 17,4                              | 1.015.000       | 177.000                      | 437.000           | 72.000                | 700.000         | 138.000             | 122.000                    | 44.000                         |
| Уганда (1995)  | 14,9                   | 42,4                              | 1.456.000       | 617.000                      | 720.000           | 341.000               | 1.019.000       | 450.000             | 282.000                    | 211.000                        |
| Уганда (2001)  | 14,6                   | 51,1                              | 1.731.000       | 884.000                      | 902.000           | 517.000               | 1.144.000       | 581.000             | 315.000                    | 257.000                        |

- 2001 цифре из 2002 UNICEF/UNAIDS извештаја[10]
- Кина: Истраживање које је спровело Министарство цивилних послова 2005. године показало је да Кина има око 573.000 сирочади млађе од 18 година.[11]
- Русија: Према руским извештајима из 2002. цитираним у Њујорк тајмсу, 650.000 деце је смештено у сиротишта. Пуштају их из сиротишта са 16 година, а 40% постају бескућници, док 30% постају криминалци или почине самоубиство.[12]
- Латинска Америка: Улична деца су веома присутна у Латинској Америци; неки процењују да у Латинској Америци има чак 40 милиона деце на улици.[13] Иако нису сва деца са улице сирочад, сва улична деца раде и многа немају значајну подршку породице.[14]
- Сједињене Државе: Око 2 милиона деце у Сједињеним Државама (или око 2,7 одсто деце) има преминулу мајку или оца. Око 100.000 деце је изгубило оба родитеља.[15]

## Историја
Ратови, епидемије (као што је СИДА), пандемије и сиромаштво довели су до тога да многа деца постану сирочад. Други светски рат (1939-1945), са својим огромним бројем мртвих и огромним кретањима становништва, оставио је велики број сирочади у многим земљама — са проценама за Европу у распону од 1.000.000 до 13.000.000. Јудт (2006) процењује да је у Чехословачкој било 9.000 деце без родитеља, 60.000 у Холандији, 300.000 у Пољској и 200.000 у Југославији, плус много више у Совјетском Савезу, Немачкој, Италији, Кини и другде.

## У литератури
Ликови сирочади су изузетно чести као књижевни протагонисти, посебно у књижевности за децу и фантастици. Недостатак родитеља оставља ликове да воде интересантније и авантуристичније животе, ослобађајући их породичних обавеза и контроле, и лишавајући их прозаичнијих живота. То ствара ликове који су самозатајни и интроспективни и који теже наклоности. Сирочад може метафорички тражити саморазумевање кроз покушај да сазнају своје корене. Родитељи такође могу бити савезници и извори помоћи деци, а уклањање родитеља отежава потешкоће лика. Родитељи, штавише, могу бити ирелевантни за тему коју писац покушава да развије, а остављање лика без родитеља ослобађа писца од потребе да осликава тако ирелевантан однос; ако је један однос родитељ-дете важан, уклањањем другог родитеља спречава се компликовање неопходног односа. Све ове карактеристике чине сирочад привлачним ликовима за ауторе.
Сирочад су уобичајена у бајкама, као што је већина варијанти Пепељуге.
Бројни познати аутори су написали књиге о сирочади. Примери из класичне књижевности укључују Џејн Ејр Шарлоте Бронте, Оливера Твиста Чарлса Дикенса, Тома Сојера и Хаклбери Фина Марка Твена, Ен од Зелених забата Л. М. Монтгомерија, Џуда Опскурног Томаса Хардија и Господара прстенова Џ. Р. Р. Толкина. Међу новијим ауторима, А. Џ. Кронин, Лемони Сникет, А. Ф. Кониглио, Роалд Дал и Џ. К. Роулинг, као и неки мање познати аутори познате сирочади попут Литле Орфан Ени, користили су сирочад као главне ликове. Једна прича која се понавља била је однос који сироче може имати са одраслом особом изван њихове уже породице, као што се види у драми Орфани Лајла Кеслера.
Сирочад су посебно чести као ликови у стриповима. Скоро сви најпопуларнији хероји су сирочад: Супермен, Бетмен, Спајдермен, Робин, Флеш, Капетан Марвел, Капетан Америка и Зелени Стрелац су сви остали сирочад. Сирочад су такође веома честа међу зликовцима: Бејн, Катвуман и Магнето су примери. Лек Лутор, Дедпул и Карниџ такође могу бити укључени на ову листу, иако су они убили једног или оба своја родитеља. Споредни ликови са којима су се спријатељили јунаци такође су често сирочад, укључујући Њубој Лиџен и Рика Џонса.